# Federico García Hurtado
Federico García Hurtado (Cuzco, 29 de septiembre de 1937- Lima, 23 de octubre de 2020) fue un cineasta, guionista, escritor, poeta y profesor universitario peruano. Dirigió 13 películas, entre ellas Kuntur Wachana y Túpac Amaru. En 2004 publicó el libro Pachakuteq: Una aproximación a la cosmovisión Andina.
Es considerado un representante del cine latinoamericano con compromiso social.

## Biografía
García Hurtado nació el 29 de septiembre de 1937 en la ciudad del Cusco. Hijo de Fructuoso García Campana y la profesora Silvia Canal Hurtado de Mendoza. Estudió en el colegio San José de la Salle de su ciudad natal. En 1960 contrae matrimonio con Vilma Trinidad García Hermoza con la que tiene cuatro hijos: Risnke Federico, Andrés Carlos, Sebastián Javier y Silvia Consuelo). En 1971 se separa y convive hasta su muerte con Pilar Roca con la que contrae matrimonio en el año 2017 y tiene dos hijos (Sayri Tupac y Mishari Rolando).[cita requerida]
En la década de los 70 participó en el Sistema Nacional de Apoyo a la Movilización Social (SINAMOS). Bajo el auspicio del Gobierno Revolucionario de las Fuerzas Armadas en 1977 produjo la película Kuntur Wachana, que buscó difundir la Reforma Agraria de 1969. En 1978 fundó la productora Producciones Kuntur, produciendo una serie de largometrajes.
Trabajó además para el Ministerio de Justicia y Culto, Ministerio de Industrias, Ministerio de Energía y Minas, en Producciones Cinematográficas Kausachun Perú y Cinematográfica Kuntur, y en la Universidad Nacional Mayor de San Marcos como director general de su Centro Cultural del 2007 al 2009.

## Obra seleccionada

### Filmografía

#### Ficción
- 1977. Kuntur Wachana (Donde nacen los cóndores, 87 minutos), como director y guionista[9]
  - Premio Internacional de la Crítica – FIPRESCI, Festival de Moscú, 1977
  - Premio Consejo Mundial de la Paz, Moscú, 1977
  - Premio Niña de Plata - Festival de Benalmádena, España, 1977
- 1979. Laulico (90 minutos), como director y guionista.[10]
- 1981. Melgar, el poeta insurgente (85 minutos), como director y guionista.
- 1981. El caso Huayanay (80 minutos), como director y guionista.
- 1984. Túpac Amaru (95 minutos), como director y guionista.
  - Premio Saúl Yelín del Comité de Cineastas de América Latina
  - VI Festival Internacional del Nuevo Cine Latinoamericano de La Habana, 1984
  - Bochica de Oro – Bienal de Bogotá, 1985
  - Mención de Honor – Festival de Londres, 1986
- 1986. El socio del Dios (129 minutos), como director y guionista.[11]
- 1989. La manzanita del diablo (90 minutos), como director y guionista.
- 1992. La lengua de los zorros (87 minutos), como director y guionista.
- 2000. La yunta brava (90 minutos), como director y guionista.[12]
- 2002. El forastero (84 minutos), como director y guionista.

#### Documental
- 1972. Kausachún Perú (90 minutos), como director.
- 1998. Enredando Sombras (100 minutos), uno de varios directores.
- 2011. Alfredo Torero: cuatro estaciones de un hombre total (68 minutos), como director.[13]

#### Cortometrajes y Mediometrajes
- 1971. Huando, tierra sin patrones (10 minutos), como director - Cortometraje documental
- 1972. Hacienda Huando (10 minutos), como director - Cortometraje documental
- 2002. Los danzantes de la montaña sagrada (43 minutos), como director junto a Pilar Roca - Mediometraje documental
- 2006. Qosqoruna (39 minutos), como director junto a Pilar Roca - Mediometraje documental

### Novelas
- 2003. El paraíso del diablo (Lima: Juan Gutemberg)
- 2004. Pachakuteq: Una aproximación a la cosmovisión Andina (Lima: Fondo Editorial del Pedagógico San Marcos)
- 2007. Piel de fuego (Lima: Universidad Ricardo Palma)
- 2017  Cholo Liso novela autobiográfica (Lima:Juan Gutemberg)